# Feuerwehr-Unfallkasse
Die Feuerwehr-Unfallkassen gehören in Deutschland als Unfallversicherungsträger der öffentlichen Hand zu den Trägern der Gesetzlichen Unfallversicherung.

## Geschichte
Die Feuerwehr-Unfallkassen (FUK) wurden in den preußischen Provinzen errichtet, um das Feuerlöschwesen durch die Freiwilligen Feuerwehren zu fördern. Nachdem sich herausgestellt hatte, dass die damaligen Brandcorps beziehungsweise die aufgestellten Pflichtfeuerwehren nur bedingt einsatztauglich waren, setzten die Regierungen auf Freiwillige Feuerwehren. Der Einsatz der ehrenamtlichen Feuerwehrleute musste jedoch sozial abgesichert werden. Gesundheitsschäden oder Todesfälle infolge von Unfällen wurden noch vor Errichtung der gewerblichen Berufsgenossenschaften im Jahr 1884 von Feuerwehr-Unfallkassen und deren Vorläufern entschädigt.
So wurde beispielsweise die Feuerwehr-Unfallkasse Schleswig-Holstein bereits im Jahr 1882 durch Beschluss des Provinziallandtages Schleswig-Holstein errichtet. Die Verwaltung der Kasse wurde der damaligen Landesbrandkasse als öffentlich-rechtlichem Feuerversicherer übertragen.
Als besondere Unfallversicherungsträger für die Feuerwehren sind die Feuerwehr-Unfallkassen in den Ländern Brandenburg, Hamburg, Mecklenburg-Vorpommern, Niedersachsen, Sachsen-Anhalt, Schleswig-Holstein und Thüringen tätig. In den anderen Ländern sind die Feuerwehrangehörigen in der gesetzlichen Unfallversicherung des Landes beziehungsweise der Gemeinden versichert.
Die Feuerwehr-Unfallkassen zeichnet die Gewährung von Mehrleistungen für Feuerwehrangehörige aus, insbesondere für gefahrgeneigte Tätigkeiten werden Leistungen gewährt, die über den gesetzlichen Leistungen einer Unfallversicherung liegen.
Die Feuerwehr-Unfallkassen sind Körperschaften des öffentlichen Rechts mit Selbstverwaltung. Die Leistungserbringung erfolgt nach dem Sozialgesetzbuch (SGB VII) und dem jeweiligen Satzungsrecht. Die Selbstverwaltungsorgane (Vorstand und Vertreterversammlung) sind paritätisch mit Feuerwehrvertretern (Feuerwehrverbände) und Vertretern der Feuerwehrträger (wie Bürgermeister und Landräte) besetzt.
Es bestehen (Stand: 2018) als selbstständige Einrichtungen folgende Feuerwehrunfallkassen:
- Hanseatische Feuerwehr-Unfallkasse Nord (Hamburg, Mecklenburg-Vorpommern, Schleswig-Holstein)
- Feuerwehr-Unfallkasse Mitte (Sachsen-Anhalt, Thüringen)
- Feuerwehr-Unfallkasse Niedersachsen (Niedersachsen)

Außerdem existiert noch die Feuerwehr-Unfallkasse Brandenburg, die zwar rechtlich eine eigenständige Körperschaft des öffentlichen Rechts darstellt, aber in Personalunion mit der Unfallkasse Brandenburg geführt wird.